# سيكورسكي إس-76
سيكورسكي إس-76 (بالإنجليزية: Sikorsky S-76)‏ هي مروحية من صناعة سيكورسكي للطائرات. كان أول طيران لها في مارس 13, 1977. صنع منها 774 طائرة.